# UCI-Cyclocross-Weltcup 2020/21
Beim UCI-Cyclocross-Weltcup 2020/21 wurden von November 2020 bis Januar 2021 durch die Union Cycliste Internationale Weltcup-Sieger im Cyclocross ermittelt. Nach verschiedenen Absagen aufgrund der COVID-19-Pandemie wurde die Saison von geplanten 14 Rennen auf fünf Rennen reduziert. 
Erstmals standen in der Saison 2020/21 Wettbewerbe für Juniorinnen auf dem Programm. Geplant waren für die Juniorinnen, Junioren und U23-Männer jeweils vier Rennen, aufgrund der COVID-19-Pandemie wurde aber nur das erste Rennen in Tábor ausgetragen. Für die U23-Frauen gab es keine gesonderten Rennen, jedoch eine gesonderte U23-Wertung, für die die in den Elite-Rennen erzielten Punkte zählten.

## Termine
| Rnd | Datum             | Ort                         |
| --- | ----------------- | --------------------------- |
| 1   | 29. November 2020 | Tábor (Cyklokros Tábor)     |
| 2   | 5. Dezember 2020  | Namur (Citadelcross)        |
| 3   | 12. Dezember 2020 | Dendermonde (Ambiancecross) |
| 4   | 3. Januar 2021    | Hulst (Poldercross)         |
| 5   | 24. Januar 2021   | Overijse (Druivencross)     |

## Elite

### Frauen
| Rnd | Datum             | Ort         | Erste                      | Zweite                     | Dritte                     |
| --- | ----------------- | ----------- | -------------------------- | -------------------------- | -------------------------- |
| 1   | 29. November 2020 | Tábor       | Lucinda Brand              | Ceylin del Carmen Alvarado | Denise Betsema             |
| 2   | 5. Dezember 2020  | Namur       | Lucinda Brand              | Clara Honsinger            | Denise Betsema             |
| 3   | 12. Dezember 2020 | Dendermonde | Lucinda Brand              | Clara Honsinger            | Ceylin del Carmen Alvarado |
| 4   | 3. Januar 2021    | Hulst       | Denise Betsema             | Lucinda Brand              | Ceylin del Carmen Alvarado |
| 5   | 24. Januar 2021   | Overijse    | Ceylin del Carmen Alvarado | Lucinda Brand              | Manon Bakker               |

Gesamtwertung
| Platz | Name                       | Punkte |
| ----- | -------------------------- | ------ |
| 1     | Lucinda Brand              | 180    |
| 2     | Ceylin del Carmen Alvarado | 142    |
| 3     | Denise Betsema             | 129    |
| 4     | Clara Honsinger            | 102    |
| 5     | Kata Blanka Vas            | 100    |
| 6     | Sanne Kant                 | 86     |

### Männer
| Rnd | Datum             | Ort         | Erster                 | Zweiter              | Dritter        |
| --- | ----------------- | ----------- | ---------------------- | -------------------- | -------------- |
| 1   | 29. November 2020 | Tábor       | Michael Vanthourenhout | Eli Iserbyt          | Wout Van Aert  |
| 2   | 5. Dezember 2020  | Namur       | Mathieu van der Poel   | Wout Van Aert        | Thomas Pidcock |
| 3   | 12. Dezember 2020 | Dendermonde | Wout Van Aert          | Mathieu van der Poel | Toon Aerts     |
| 4   | 3. Januar 2021    | Hulst       | Mathieu van der Poel   | Wout Van Aert        | Thomas Pidcock |
| 5   | 24. Januar 2021   | Overijse    | Wout Van Aert          | Mathieu van der Poel | Thomas Pidcock |

Gesamtwertung
| Platz | Name                   | Punkte |
| ----- | ---------------------- | ------ |
| 1     | Wout Van Aert          | 165    |
| 2     | Mathieu van der Poel   | 140    |
| 3     | Michael Vanthourenhout | 128    |
| 4     | Toon Aerts             | 108    |
| 5     | Quinten Hermans        | 95     |
| 6     | Corné van Kessel       | 91     |

## U23

### Frauen
Gesamtwertung
| Platz | Name             | Punkte |
| ----- | ---------------- | ------ |
| 1     | Kata Blanka Vas  | 100    |
| 2     | Manon Bakker     | 71     |
| 3     | Puck Pieterse    | 66     |
| 4     | Anna Kay         | 63     |
| 5     | Fem van Empel    | 60     |
| 6     | Aniek van Alphen | 54     |

### Männer
| Rnd | Datum             | Ort         | Erster                                  | Zweiter                                 | Dritter                                 |
| --- | ----------------- | ----------- | --------------------------------------- | --------------------------------------- | --------------------------------------- |
| 1   | 29. November 2020 | Tábor       | Thomas Mein                             | Ben Turner                              | Iván Feijoo                             |
| 2   | 5. Dezember 2020  | Namur       | aufgrund der Covid-19-Pandemie abgesagt | aufgrund der Covid-19-Pandemie abgesagt | aufgrund der Covid-19-Pandemie abgesagt |
| 3   | 12. Dezember 2020 | Dendermonde | aufgrund der Covid-19-Pandemie abgesagt | aufgrund der Covid-19-Pandemie abgesagt | aufgrund der Covid-19-Pandemie abgesagt |
| 4   | 24. Januar 2021   | Overijse    | aufgrund der Covid-19-Pandemie abgesagt | aufgrund der Covid-19-Pandemie abgesagt | aufgrund der Covid-19-Pandemie abgesagt |

## Junioren

### Frauen
| Rnd | Datum             | Ort         | Erste                                   | Zweite                                  | Dritte                                  |
| --- | ----------------- | ----------- | --------------------------------------- | --------------------------------------- | --------------------------------------- |
| 1   | 29. November 2020 | Tábor       | Zoe Bäckstedt                           | Marie Schreiber                         | Lucia Bramati                           |
| 2   | 5. Dezember 2020  | Namur       | aufgrund der Covid-19-Pandemie abgesagt | aufgrund der Covid-19-Pandemie abgesagt | aufgrund der Covid-19-Pandemie abgesagt |
| 3   | 12. Dezember 2020 | Dendermonde | aufgrund der Covid-19-Pandemie abgesagt | aufgrund der Covid-19-Pandemie abgesagt | aufgrund der Covid-19-Pandemie abgesagt |
| 4   | 24. Januar 2021   | Overijse    | aufgrund der Covid-19-Pandemie abgesagt | aufgrund der Covid-19-Pandemie abgesagt | aufgrund der Covid-19-Pandemie abgesagt |

### Männer
| Rnd | Datum             | Ort         | Erster                                  | Zweiter                                 | Dritter                                 |
| --- | ----------------- | ----------- | --------------------------------------- | --------------------------------------- | --------------------------------------- |
| 1   | 29. November 2020 | Tábor       | Matěj Stránský                          | Lorenzo Masciarelli                     | Matyáš Fiala                            |
| 2   | 5. Dezember 2020  | Namur       | aufgrund der Covid-19-Pandemie abgesagt | aufgrund der Covid-19-Pandemie abgesagt | aufgrund der Covid-19-Pandemie abgesagt |
| 3   | 12. Dezember 2020 | Dendermonde | aufgrund der Covid-19-Pandemie abgesagt | aufgrund der Covid-19-Pandemie abgesagt | aufgrund der Covid-19-Pandemie abgesagt |
| 4   | 24. Januar 2021   | Overijse    | aufgrund der Covid-19-Pandemie abgesagt | aufgrund der Covid-19-Pandemie abgesagt | aufgrund der Covid-19-Pandemie abgesagt |